# الغزلاني (البصرة)
الغزلاني منطقة عراقية وتل، في قضاء سفوان بمحافظة البصرة، بصحراء الدبدبة بالبادية العراقية جنوب العراق، تخضرّ أرضها في مواسم المطر فتكون مقصداً لسياحة التخييم البري المسماة كشتة. البعد 105 كيلومترات بين مدينة البصرة شرقاً والغزلاني جنوب غرب.